# جيريمي فولي
جيريمي فولي (بالإنجليزية: Jeremy Foley)‏ هو ممثل أمريكي، ولد في 20 فبراير 1983 في الولايات المتحدة.

## أعمال

### أفلام
- (1997) دانتيز بيك[1]

## وصلات خارجية
- جيريمي فولي على موقع IMDb (الإنجليزية)
- جيريمي فولي على موقع قاعدة بيانات الفيلم (الإنجليزية)